# Joël Robert
Joël Robert (Châtelet, Bélgica, 26 de noviembre de 1943-Gilly, Bélgica, 13 de enero de 2021) fue un piloto de motocross belga, Compitió en el Campeonato Mundial de Motocross desde 1962 hasta 1976. Fue seis veces campeón del mundo en la categoria de 250cc.

## Biografía
Robert empezó su carrera internacional en motocross como piloto oficial de la marca checoslovaca ČZ en la categoría de 250cc. En 1964 se convirtió en el Campeón del Mundo más joven de la historia al conseguir su primer título con 20 años. Con la CZ volvió a ganar el título en los años 1968 y 1969. Robert formo parte del equipo de Belgica que gano en 1969 el Motocross de las Naciones.
De cara a la temporada de 1970 dejó CZ para fichar por Suzuki, que entonces trataba de introducirse en una especialidad dominada hasta el momento por fabricantes europeos. El debut de las motocicletas japonesas no podía ser más exitoso, ya que Robert ganó tres títulos consecutivos: 1970, 1971 y 1972.
Robert es recordado como uno de los pilotos con mayor talento de la historia del motocross. Su estilo de pilotaje era muy espectacular, acostumbrado a ir por la parte interior de las curvas, con un gran control del derrape. Durante su mejor época era tan superior al resto de pilotos que se permitía exhibiciones como detenerse delante de la tribuna en plena carrera, apoyar la moto, bajar y subir para besarle la mano a alguna chica guapa del público. Acto seguido, volvía a subir a la moto y ganaba la carrera de forma incontestable. Los organizadores de carreras de motocross de Bélgica, Países Bajos y norte de Francia se ponían de acuerdo con los horarios de la prueba y pagaban un helicóptero para poder contar con él en cada circuito. El helicóptero iba y volvía tres veces, manga a manga, de un circuito a otro (Robert tenía dos motos, una en cada circuito). A menudo, ganaba las seis mangas -tres en cada localidad-, descansando sólo mientras volaba en el helicóptero.
En una de las disciplinas deportivas más exigentes físicamente, llamaba la atención por su falta de entrenamiento y su adicción al tabaco. Incluso una vez dejó su cigarrillo sobre la barra de salida frente a Sylvain Geboers mientras estaban en la parrilla de salida, en una manga final que Robert acabó ganando. Dotado de gran fuerza, parecía que en su buena época Robert podía levantar un coche desde atrás con la única ayuda de sus brazos. 
Durante años, Robert siguió vinculado al mundo del motocross y fue el manager del equipo belga en el Motocross de las Naciones. En el 2000 fue incorporado al Motorcycle Hall of Fame de la AMA y en 2006 recibió el premio Edison Dye a la trayectoria. En 2019 fue nombrado Leyenda FIM. 

## Fallecimiento
Robert padecio durante muchos años diabetes, lo que le obligó a amputarse un pie en 2018. También sufría problemas pulmonares y había sufrido varios accidentes cerebrovasculares. Robert contrajo COVID-19 a principios de 2021 durante la pandemia de COVID-19 en Bélgica y fue hospitalizado, pero allí sufrió un infarto que lo dejó en coma, finalmente falleció el 13 de enero de 2021. 

## Palmarés
- Campeón del Mundo en 1964 de 250cc.
- Campeón del Mundo en 1968 de 250cc.
- Campeón del Mundo en 1969 de 250cc.
- Campeón del Mundo en 1970 de 250cc.
- Campeón del Mundo en 1971 de 250cc.
- Campeón del Mundo en 1972 de 250cc.